# Houyoku
Houyoku (鵬翼?) är ett studioalbum av det japanska rockbandet MUCC, släppt i en begränsad och en standardutgåva den 23 november 2005. Albumet innehåller 14 låtar och den första tryckningen av standardutgåvan inkluderade dessutom en bonus-CD med två spår. Den begränsade utgåvan inkluderade en bonus-DVD med klipp från bandets första Europaturné. Albumet sålde i 14 724 exemplar under första veckan och nådde som högst plats 22 på Oricons albumförsäljningslista.
I början av 2006 släpptes en europeisk utgåva av Houyoku av det tyska skivbolaget Gan-Shin.

## Låtlista
1. "Kagayaku sekai" (輝く世界)
2. "Saru" (サル)
3. "Akasen" (赤線)
4. "Saishuu ressha" (最終列車) – släppt som singel, se Saishuu ressha
5. "1R"
6. "Mukashi kodomodatta hitotachi he" (昔子供だった人達へ)
7. "Tobi" (鳶)
8. "Ame no orchestra" (雨のオーケストラ) – släppt som singel, se Ame no Orchestra
9. "Komorebi" (こもれび)
10. "Kumo" (蜘蛛)
11. "Monster" (モンスター)
12. "Yasashii kioku" (優しい記憶)
13. "Kokoro no nai machi" (ココロノナイマチ) – släppt som singel, se Kokoro no nai Machi
14. "Tsubasa" (つばさ)

### Bonus-CD
Endast med första tryckningen av standardutgåvan
1. "Shadan" (遮断)
2. "Saishuu ressha ~70'S ver.~" (最終列車～70'S ver.～)

### Bonus-DVD
Endast med den begränsade utgåvan
"2005 MUCC IN EURO" (speltid ca 32 minuter)